# Solothurn
Solothurn (fra. Soleure, tal. Soletta, roh. Soloturn) je švicarski grad i sjedište istoimenog kantona. Grad je ujedno i jedina općina istoimenog kantonalnog distrikta.
Nalazi se na sjeverozapadu Švicarske na rijeci Aare u podnožju Jurskog gorja. Grad se razvio na ostacima rimskog naselja Salodurum. Središte današnjeg grada razvija se tijekom srednjeg vijeka na sjevernoj obali rijeke Aare. Kao slobodni grad Svetog Rimskog Carstva pridružuje se Švicarskoj Konfederaciji 1481. godine.

## Povijest
Na mjestu gdje se nalazio most preko Aare na rimskom putu između Aventicuma i Auguste Raurice  (današnji Basel) početkom prvog stoljeća razvija se naselje Salodurum sa statusom rimskog ruralnog naselja ili vicusa. U naselju se nalazilo nekoliko hramova kao i terme. U 4. stoljeću naselje je utvrđeno. Sveti Eucher, biskup Lyona, spominje na području Saloduruma u 5. stoljeću štovanje svetih Ursusa i Viktora, mučenika i vojnika Tebanske legije pod vodstvom sv. Mauricija. Burgundska princeza Sedeleuba odnosi kosti sv. Viktora u Ženevu. Crkva posvećena sv. Ursusu spominje se 870. godine.
Tijekom srednjeg vijeka naselje je pod vlašću franačkih kraljeva, a raspadom Središnje Franačke u 9. stoljeću postaje dio Arleškog Kraljevstva. U 12. stoljeću posjed je dinastije Zähringen, a nakon što je dinastija ugasla, 1218. dobiva status slobodnog carskog grada. Rudolf I. potvrđuje Solothurnu taj status 1276. i 1280. godine.
Grad će postupno širiti svoju vlast uz rijeku Aare i na sjever prema Jurskom gorju kupnjom posjeda od mjesnih vlastelina ili kroz ratove u savezništvu s Bernom posebice protiv Habsburga. 
Solothurn sudjeluje kao saveznik Švicarske Konfederacije u Burgundskim ratovima. Stoga je tijekom Stanskog sabora 1481. godine grad primljen u Konfederaciju.